# 957
957 (CMLVII) je bilo navadno leto, ki se je po julijanskem koledarju začelo na četrtek.

## Dogodki
- bizantinska vojska prodre v severno Sirijo.

## Smrti
- Al-Masudi, arabski zgodovinar, popotnik (* okoli 890)